# 慎嬪 (乾隆帝)
慎嬪（しんひん、？—1765年）は、清の乾隆帝の側室。姓はバルカス(拜爾葛斯)氏。オイラト・達什達瓦（ダシュダワ）部の出身。

## 生涯
モンゴル高原の西部から新疆の北部にかけて居住するモンゴル系民族オイラトの出身であるバルカス氏は、ジュンガル滅亡後に乾隆帝が推奨したオイラトの熱河集団移住の際に、清に移住してきたと考えられている。
乾隆24年（1759年）、純貴妃のもとで後宮のしきたりを学んでいて、同じくモンゴル系であった郭氏が郭常在に封じられると同時に、伊貴人に封じられ、入宮し、皇后那拉氏のもとで後宮のしきたりを学んだ。
乾隆25年（1760年）、慎嬪に封じられた。
乾隆30年（1765年）、逝去。清東陵の妃園寝に陪葬された。

## 登場作品
テレビドラマ
- 如懿伝 〜紫禁城に散る宿命の王妃〜（2017年、中国、演：劉美彤）

## 伝記資料
- 『清史稿』